# 帕维尔·本茨
帕维尔·本茨（捷克語：Pavel Benc，1963年7月10日—），捷克男子越野滑雪运动员。他曾代表捷克斯洛伐克、捷克参加1984年、1988年、1992年和1994年冬季奥林匹克运动会越野滑雪比赛，其中1988年冬季奥运会获得一枚铜牌。